# Alto Palermo
Альто Палермо (исп. Alto Palermo) — торговый центр, расположенный на Авенида Санта-Фе 3253, в районе Палермо, Буэнос-Айрес, Аргентина. Он был открыт 17 октября 1990 года и является одним из первых торговых центров в стране после Spinetto Shopping (открыт в 1988) и Unicenter Shopping. Построен при участии аргентинского и чилийского капитала и принадлежит к сети торговых центров APSA, дочерней компании IRSA, которая работает в Аргентине с 1982 года.
7 декабря 2015 года сетью магазинов моды Forever 21 недалеко от Альто Палермо где расположен флагманский магазин сети, был установлен модный бренд.

## Услуги
Торговый центр имеет 150 магазинов, ресторанный дворик на 730 человек, а также 670 парковочных мест. Центр также имеет на всей территории Wi-Fi.

## Архитектура

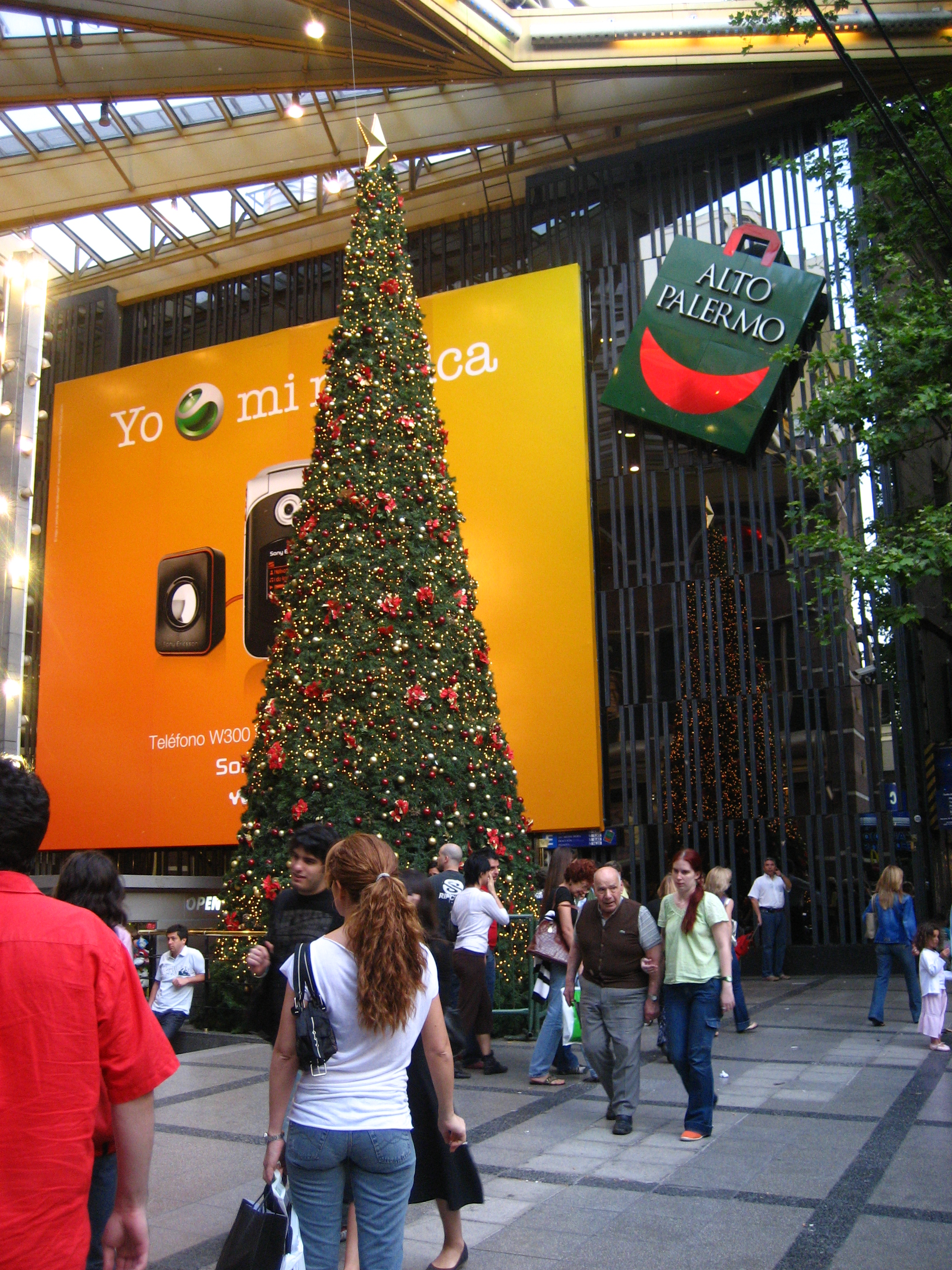
Оригинальный фасад Alto Palermo.

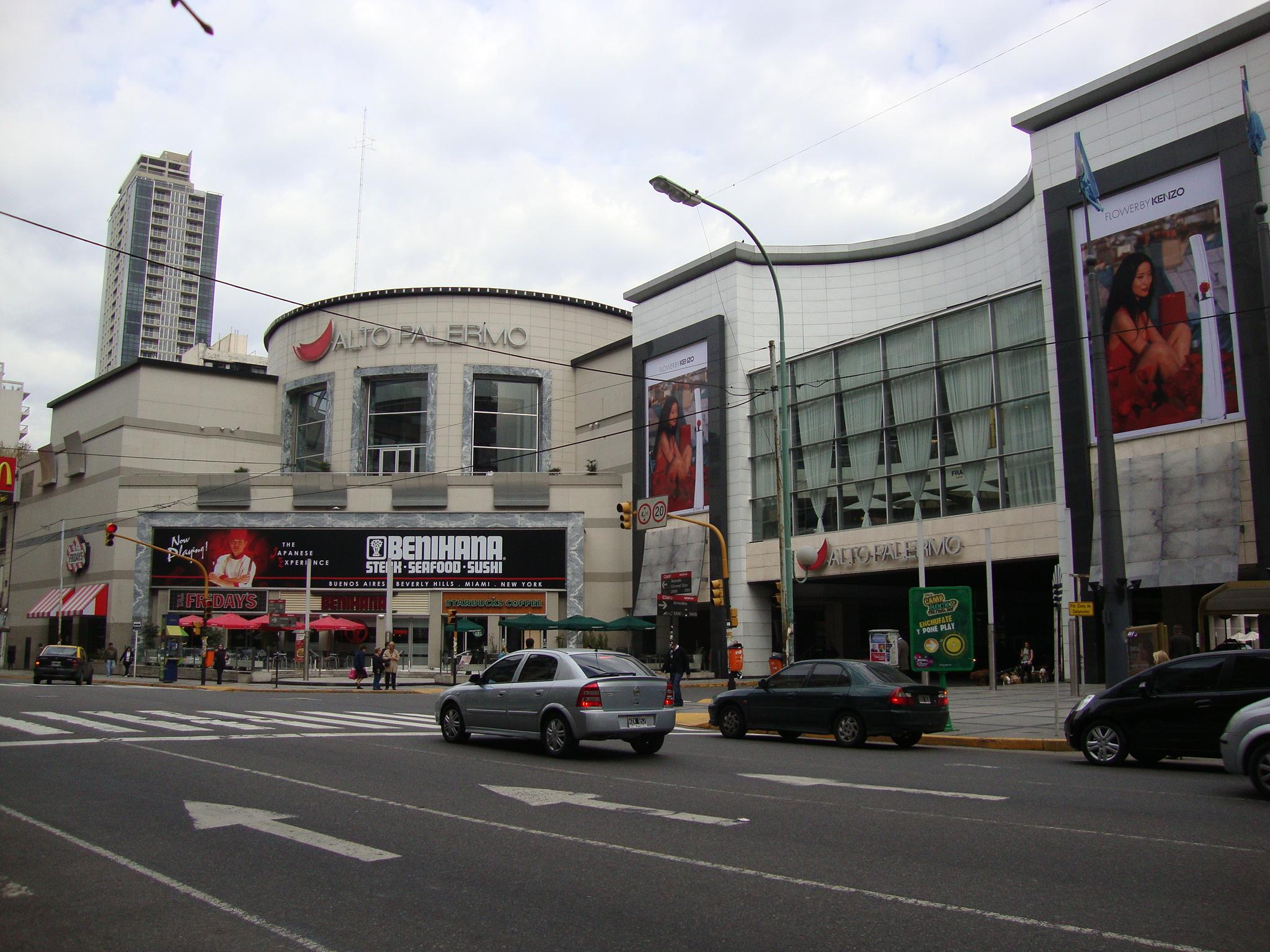
Улица Ареналес проходит недалеко от торговой улицы Авенида Коронель Диас.

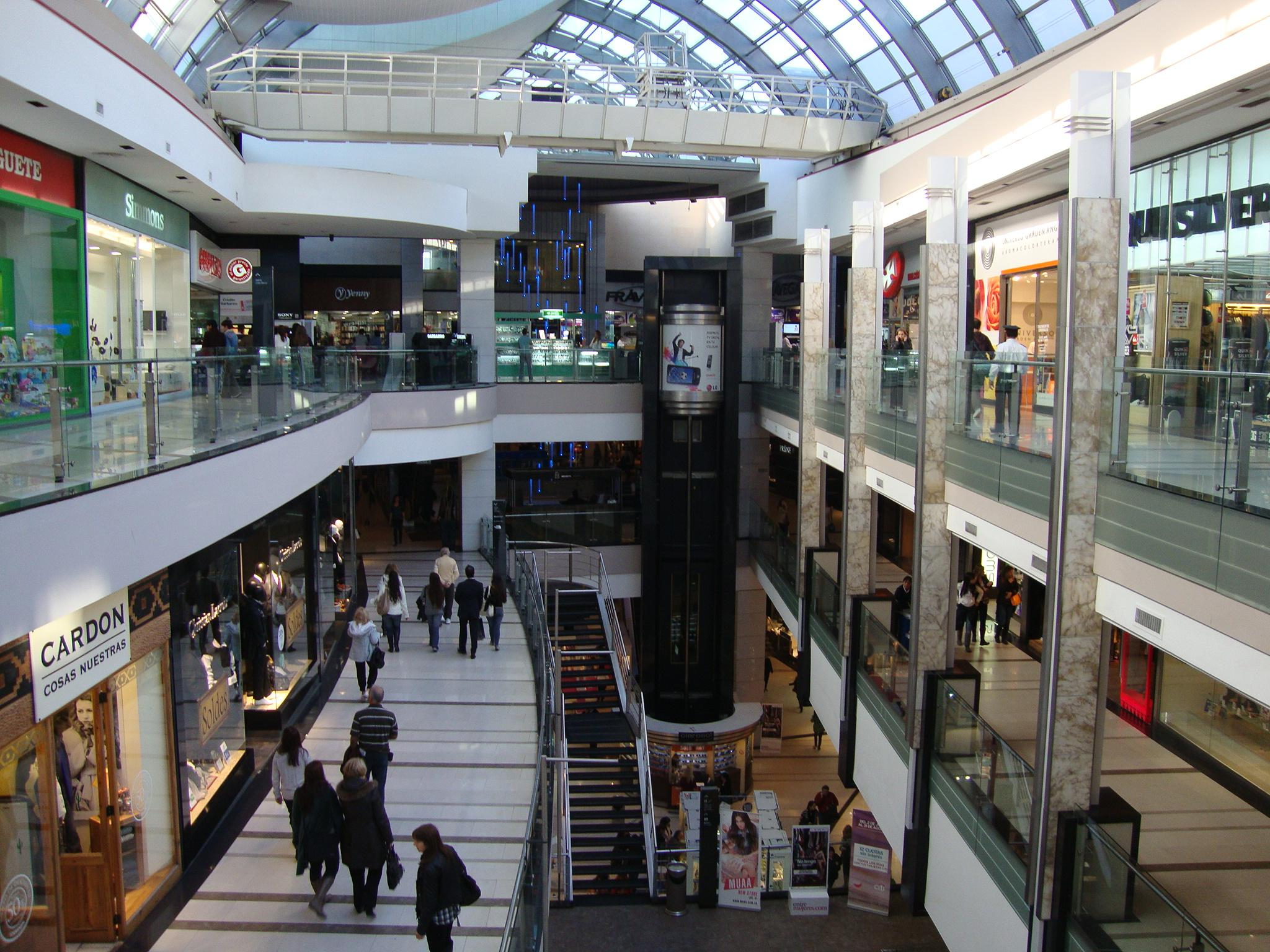
Главный вход в Alto Palermo.

Альто Палермо был одним из первых торговых центров открытых в Буэнос-Айресе, и был проектирован архитектором Хуаном Карлосом Лопес Asociados, пионером в области строительства торговых центров в Аргентине и создавшим аналогичные проекты в 1990 году (Patio Bullrich, Galerias Pacifico и Soleil Factory).
Этот торговый центр, построен в американском стиле, обычно покупатели добираются сюда личным автотранспортом. Alto Palermo находится в одном из самых густонаселенных районов Буэнос-Айреса, и в четырёх километрах от центра города города. Он окружен жилым районом с высокой плотностью населения и высокой покупательной способностью, является традиционным коммерческим центром, расположен на Авенида Санта-Фе.
Ранее на месте торгового центра находился пивоваренный завод расположенный в районе Палермо, основанный в 1897 году. Большое промышленное здание завода занимало большую площадь, оно имело длину 200 метров и выходило на улицу Авенида Коронель Диас. При строительстве торгового центра был открыта улица Ареналес которая проходит под ним.
Alto Palermo занимает три уровня в торговом центре, и имеет стеклянную крышу, которая обеспечивает естественное освещение. Галереи на различных этажах выходят на большой центральный холл. Здание располагает эскалаторами, подъемниками, которые соединяют последовательные уровни.

## Награды
Alto Palermo был награждён Международным советом торговых центров.

## Ребрендинг

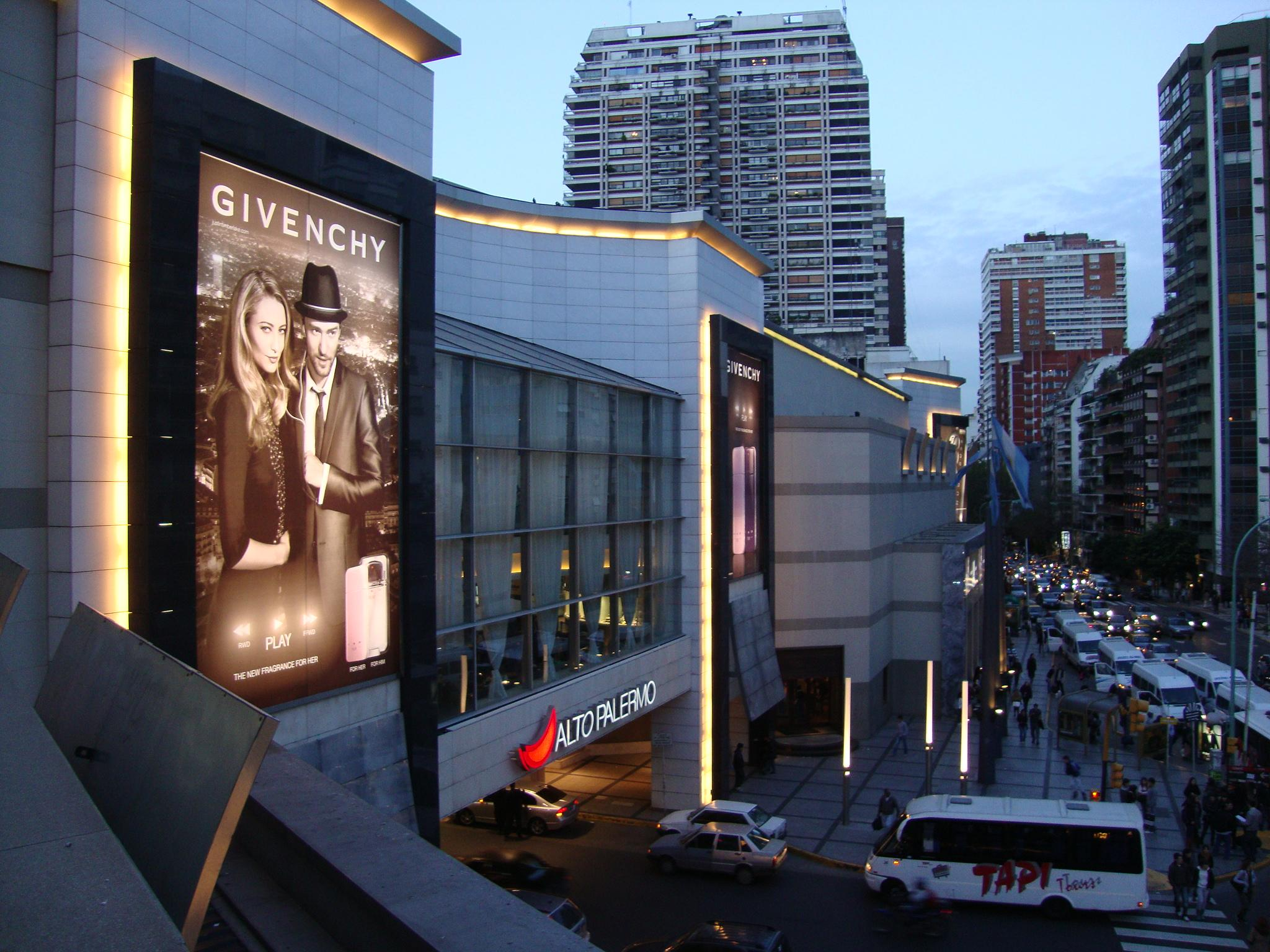
Вид на Авенида Коронель Диас и ресторанный дворик.

В 2008 году в Alto Palermo работала студия Fileni & Fileni Design которая осуществляла общую подтяжку лица под девизом «Страсть женщин». Благодаря вложениям здание было полностью отреставрировано, было изменено в соответствии с вкусами этого времени: красочные и металлические покрытия изменены на монохроматический мрамор и искусственный гранит, декоративные предметы интерьера были удалены и полностью изменён ресторанный дворик с ротондой на улице Ареналес, который был полностью застеклен и был сокращен до трех больших окон. Примечательно, во время этих ремонтных работ все растения и маленькие зеленые пространства, были ликвидированы. Работы были осуществлены после разработки в студии Pavlik Design, и новый Alto Palermo был открыт 29 мая 2008 года.
В июне 2010 года в торговом центре был установлен светодиодный дисплей 8×5 м со стороны Авениды Санта-Фе, который работает весь день.

## Транспорт

### Метро
Рядом с торговым центром расположена станция Бульнес Метрополитена Буэнос-Айреса, Линия D.

### Коллективо
Рядом с торговым центром проходят многочисленные автобусные маршруты (исп. Colectivos de Buenos Aires).